# عبد الحق عشيق
عبد الحق عشيق ملاكم مغربي ولد 11 مارس 1959، فاز بالميدالية البرونزية في الألعاب الأولمبية الصيفية سنة 1988 المقامة بسيول، (كوريا الجنوبية) في وزن الريشة، (54 كغ).

## نتيجة الأولمبيات
- فاز أمام فرانسيسكو أفلار (السلفادور) 4-1
- فاز أمام عمر كاتاري (فنزويلا) الكاو
- فاز أمام ليو دونغ (الصين) الكاو
- خسر أمام جيوفاني باريزي (إيطاليا) إر إس سي - 1

## وصلات خارجية
- عبد الحق عشيق على موقع أوليمبيديا (الإنجليزية)